# Count Me Out
Count Me Out è un singolo del rapper statunitense Lil Tecca, pubblicato il 23 settembre 2018 dall'etichetta discografica Republic Records.

## Tracce
1. Count Me Out – 2:54